# Kimi to no Distance
Kimi to no Distance (君とのディスタンス) è l'undicesimo e ultimo album in studio della cantante giapponese Zard, pubblicato nel 2005.

## Tracce
1. Natsu wo Matsu Sail no You ni (夏を待つセイル(帆)のように?) – 4:33
2. Sayonara Made no Distance (サヨナラまでのディスタンス?) – 4:44
3. Kakegae no Nai Mono (かけがえのないもの?) – 4:15
4. Kyō wa Yukkuri Hanasō (今日はゆっくり話そう?) – 4:50
5. Kimi to no Fureai (君とのふれあい?) – 4:27
6. Separate Ways (セパレート・ウェイズ?) – 4:16
7. Last Good-bye (ver. orig. Field of View) – 4:27
8. Hoshi no Kagayaki yo (星のかがやきよ?) – 3:52
9. Tsuki ni Negai wo (月に願いを?) – 4:19
10. Anata to Tomo ni Ikite Yuku (あなたと共に生きてゆく ?, ver. orig. Teresa Teng) – 4:58
11. I can't tell – 4:32
12. Good-night Sweetheart – 4:47
13. Kimi to Kyou no Koto o Isshō Wasurenai (君と今日の事を一生忘れない?) – 5:08